# Sòstrat (escultor)
Sòstrat (en llatí Sòstratus, en grec antic Σώστρατος) fou un escultor grec del bronze, fill de la germana de l'escultor Pitàgores de Rhegium o Rhègion, del qual en va ser deixeble.
Va florir cap a la 89a Olimpíada, o sigui l'any 424 aC. No se sap el nom de cap obra seva, però es troba mencionat a la Naturalis Historia de Plini el Vell.